# موانع غیرتعرفه‌ای
موانع غیرتعرفه‌ای، به مجموعه کارها و عملیاتی گفته می‌شود که می‌تواند بر سخت‌تر کردن عملیات تجاری کشورها تأثیر داشته باشد، استفاده از این مکانیزم‌های مختلف به‌منظور محدود کردن حجم واردات به جای سازوکار تعرفه‌ای در رژیم تجاری کشورها به موانع غیرتعرفه‌ای موسوم است. این موانع در مقام مقایسه با تعرفه‌ها از شفافیت کمتری برخوردارند و دارای اثراتی همچون ناکارایی مکانیزم تجاری و مختل نمودن روابط تجاری فی‌مابین کشورها هستند.
نظریات اقتصادی و تجربیات کاربردی حاکی از آن است که بازار آزاد و آزادسازی تجارت - از بین بردن موانع تعرفه‌ای و غیر تعرفه‌ای تجارت - راهی اثبات شده برای رسیدن به تولید و توسعه است. کشورهایی که بازار آزادی دارند از ثروت بیشتر و جمعیت سالم‌تر، سطح بالاتری از آموزش و سواد، حقوق کارگری و استانداردهای زیست‌محیطی بهتر و فرصت‌های سرمایه‌گذاری مناسب‌تری برخوردارند. به عکس، موانع تجاری ممکن است باعث سودرسانی کوتاه مدتی شوند، اما در نهایت کشور را در وضع بسیار بدی از لحاظ ثروت از دست رفته و رشد آهسته‌تر قرار خواهند داد و در نتیجه منابع کمتری برای رفع مشکلات ضروری جامعه در اختیار خواهند داشت. در موافقت‌نامه‌های تجاری، طرفین توافقاتی را در زمینه اعطای تخفیفات تعرفه‌ای در خصوص اقلام مورد مذاکره و حذف یا تخفیف موانع غیرتعرفه‌ای و شبه تعرفه‌ها و بسیاری موارد دیگر بین خود منعقد می‌کنند، در دهه‌های گذشته انعقاد این نوع موافقت‌نامه‌ها میان کشورهای جهان بسیار مرسوم بوده‌است. کشور ایران هیچ‌گاه به‌طور جدی وارد این عرصه نشده است.
موانع غیرتعرفه‌ای تأثیر زیادی بر فضای کسب‌وکار دارد. بر اساس اصل آزادسازی تجارت و طبق ماده یازده گات هزار و نهصد و نود و چهار هیچ‌یک از اعضای موافقت نامه عمومی تعرفه و تجارت (گات) حق ندارند جز تعرفه‌های گمرکی و مالیات‌ها، محدودیت‌های دیگری را در واردات یا صادرات کالاها به وجود آورند. این محدودیت‌ها شامل کلیه محدودیت‌ها از قبیل سهمیه بندی واردات و صادرات و الزام به اخذ مجوز و سیاست‌های نرخ ارز و غیره می‌گردد. اصل آزادسازی تجاری از طریق رفع تدریجی موانع غیرتعرفه‌ای و تبدیل آن به تعرفه‌ها، تثبیت سقف تعرفه‌ها و تعهد به کاهش تدریجی سطح تعرفه‌ها و در مرحله بعد کاهش و حذف این موانع صورت می‌گیرد.

## رابطه با آزادی اقتصادی کشورها
هر ساله آماری در مورد آزادی اقتصادی کشورها منتشر می‌شود، که شاخص‌های آن عبارت‌اند از:
یک- میانگین وزنی نرخ‌های تعرفه وارداتی
دو- موانع غیرتعرفه‌ای
سه- فساد اداری در سیستم اداری گمرک

## عوامل ایجاد و تشدیدکنندهٔ محدودیت‌های غیرتعرفه‌ای و نتایج حاصل از موانع غیرتعرفه‌ای
موانع غیرتعرفه‌ای، فعالان اقتصادی را با سردرگمی و غافلگیری بسیاری مواجه می‌سازد که در نهایت به مختل شدن برنامه‌ریزی‌ها و آینده‌نگری‌های فعالان اقتصادی شده و در نهایت به صورت رکود و ورشکستگی شرکت‌های شناسنامه‌دار، رونق قاچاق و کوله بری، گسترش امضاء طلایی و رانت جویی خود را نشان می‌دهد.

## نمونه‌هایی از موانع غیرتعرفه‌ای
مجوزهای حمل، مجوزهای وزارتخانه‌ها، ثبت سفارش، سهمیه‌های وارداتی و الزام‌های قانونی دیگر، تعدد مجوزها نیز جزو همان موانع غیرتعرفه‌ای محسوب می‌شود که نهایتاً بر مشکلات فضای کسب‌وکار می‌افزاید، در مجموع از جملهٔ این‌دست موانع غیرتعرفه‌ای می‌توان سهمیه وارداتی، محدودیت صادرات به‌صورت داوطلبانه، موانع فنی تجاری، سیاست‌های ارزی، مؤسسات تجاری دولتی، حداقل قیمت وارداتی، ممنوعیت‌های وارداتی و… را نام برد.

## موانع تجاری غیرتعرفه‌ای و عضویت در سازمان تجارت جهانی
زمانی که کشوری بخواهد در عمل وارد سازمان تجارت جهانی شود، بایستی به تعهدهای خود از جمله برچیدن موانع غیر تعرفه‌ای خود نیز عمل نماید که این‌ها دسترسی به بازار آن کشور را نیز آسان‌تر می‌نماید و این موضوع بزرگ‌ترین خطر برای آن دسته از صنایعی است که قدرت رقابت را ندارند.

## وضعیت موانع غیر تعرفه‌ای در اقتصاد ایران
در ایران براساس قوانین باتصویب نمایندگان مجلس شورای اسلامی برقراری موانع غیرتعرفه‌ای و غیرفنی برای واردات به جز در مواردی که رعایت موازین شرع اقتضاء می‌کند، ممنوع است. در صورت وجود چنین موانعی دولت مکلف است با وضع نرخ‌های معادل تعرفه‌ای نسبت به رفع آن اقدام کند.